# Carlo Zecchi
Carlo Zecchi (Rome, 8 juillet 1903 – Salzbourg, 31 août 1984) est un pianiste et chef d'orchestre  et professeur de musique italien.

## Biographie
Zecchi étudie avec Francesco Baiardi puis, plus tard avec Artur Schnabel à Berlin, Busoni (1923) – avec qui il ne prend qu'une seule leçon, d'environ trois heures, sur la première des variations Goldberg – et Furtwängler. Il est déjà célèbre à l'époque pour ses interprétations de Scarlatti, des concertos de Mozart et d'œuvres de Chopin, Schumann, Liszt et Debussy. En 1938, il étudie la direction d'orchestre avec Hans Münch et Guarnieri.
Il travaille en tant que chef d'orchestre en Europe, Russie, États-Unis, Amérique du Sud et au Japon, mais également en tant que pianiste, avec des orchestres de renommée mondiale. Caractérisé par l'insolite particularité d'avoir les mains plutôt petites, il est pourvu d'une technique exquise et d'une rare sensibilité de toucher, ce qui en fait certainement l'un des plus grands pianistes de son temps.
Il enseigne à l'Accademia di Santa Cecilia de Rome, au Mozarteum de Salzbourg (dès 1948) et à l'Accademia Musicale Chigiana de Sienne, où, parmi ses élèves de la classe de direction d'orchestre, figurent Claudio Abbado, Zubin Mehta et Daniel Barenboïm. Plus tard, à la suite d'un accident, il cesse ses engagements en tant que soliste, pour se consacrer à la direction des orchestres symphoniques, tandis qu'en musique de chambre, il poursuit sa pratique du piano. Sa collaboration en duo avec le violoncelliste Enrico Mainardi, est particulièrement durable et heureuse. De 1964 à 1976, il est chef principal de l'Orchestre de chambre de Vienne.
Depuis 1986  à Rome, a lieu chaque année, le Concours Carlo Zecchi, compétition internationale dévolue au piano.
Carlo Zecchi est également l'éditeur d'œuvres de Scarlatti et Schumann.

## Discographie
- The Welte Mignon Mystery Vol. 10 - Carlo Zecchi (1926, Tacet) — Gravures piano mécanique enregistrées en 2003.
- L'art de Carlo Zecchi. Rome, 2005 (5 CD Crisopoli).